# Razdolnoje (Kraj Nadmorski)
Razdolnoje (ros. Раздольное) – osiedle w Rosji, w Kraju Nadmorskim, w rejonie nadieżdińskim. W 2010 liczyło 8194 mieszkańców.